# Espostoa senilis
Espostoa senilis là một loài thực vật có hoa trong họ Cactaceae. Loài này được (F.Ritter) N.P.Taylor mô tả khoa học đầu tiên năm 1978.